# Воинские звания и знаки различия военно-воздушных сил Боливии
Воинское звание и знаки различия военно-воздушных сил Боливии — определяет положение (права, обязанности) военных военно-воздушных сил Боливии по отношению к другим военным. Воинское звание присваивается гражданам как признание их заслуг, особых отличий, служебной квалификации.
Вооруженные Силы Боливии имеет четыре вида: армия, военно-морские силы, военно-воздушных силы и национальная полиция. Каждый из видов сил имеет аналогичную структуру воинского ранжирования: унтер-офицеры, старшие унтер-офицеры, офицеры и генералы (адмиралы).

## Воинские звания и знаки различия

### Генералы и офицеры
| Категории                             | Генералы                | Генералы                  | Генералы                 | Старшие офицеры | Старшие офицеры    | Старшие офицеры | Младшие офицеры | Младшие офицеры   | Младшие офицеры   |
| ------------------------------------- | ----------------------- | ------------------------- | ------------------------ | --------------- | ------------------ | --------------- | --------------- | ----------------- | ----------------- |
| Парадный погон                        |                         |                           |                          |                 |                    |                 |                 |                   |                   |
| Знак различия на лётный комбинезон    |                         |                           |                          |                 |                    |                 |                 |                   |                   |
| Знак различия на полевую форму одежды |                         |                           |                          |                 |                    |                 |                 |                   |                   |
| Боливийское название                  | General de fuerza aeréa | General de división aeréa | General de brigada aeréa | Coronel         | Teniente coronel   | Mayor           | Capitán         | Teniente          | Subteniente       |
| Аналог США                            | General                 | Lieutenant general        | Major general            | Colonel         | Lieutenant colonel | Major           | Captain         | First lieutenant  | Second lieutenant |
| Российское соответствие               | Генерал армии           | Генерал-полковник         | Генерал-лейтенант        | Полковник       | Подполковник       | Майор           | Капитан         | Старший лейтенант | Лейтенант         |

### Сержанты и солдаты
| Категории                             | Унтер-офицеры         | Унтер-офицеры         | Унтер-офицеры          | Унтер-офицеры      | Унтер-офицеры      | Сержанты         | Сержанты         | Сержанты           | Солдаты  | Солдаты     | Солдаты      |
| ------------------------------------- | --------------------- | --------------------- | ---------------------- | ------------------ | ------------------ | ---------------- | ---------------- | ------------------ | -------- | ----------- | ------------ |
| Парадный погон                        |                       |                       |                        |                    |                    |                  |                  |                    |          |             |              |
| Знак различия на лётный комбинезон    |                       |                       |                        |                    |                    |                  |                  |                    | —        | —           | —            |
| Знак различия на полевую форму одежды | 155x155пкc            |                       |                        |                    |                    |                  |                  |                    |          |             | —            |
| Боливийское название                  | Suboficial maestre    | Suboficial mayor      | Suboficial primero     | Suboficial segundo | Suboficial inicial | Sargento primero | Sargento segundo | Sargento inicial   | Cabo     | Dragoneante | Soldado raso |
| Аналог США                            | Chief master sergeant | Chief master sergeant | Senior master sergeant | Master sergeant    | Technical sergeant | Staff sergeant   | Senior airman    | Airman first class | Airman   | Airman      | Airman basic |
| Российское соответствие               | Старший прапорщик     | Прапорщик             | Старшина               | —                  | Старший сержант    | Сержант          | Младший сержант  | —                  | Ефрейтор | Ефрейтор    | Рядовой      |